# Ive Jerolimov
Ive Jerolimov (Preko, 1958. március 30. –) jugoszláv válogatott horvát labdarúgó, hátvéd, középpályás.

## Pályafutása

### Klubcsapatban
Az NK Nehaj korosztályos csapatában kezdte a labdarúgást. 1978 és 1982 között az NK Rijeka, 1982 és 1987 között a Hajduk Split labdarúgója volt. A Rijekával egy, a Hajdukkal kettő jugoszláv kupagyőzelmet ért. 1987 és 1989 között a belga Cercle Brugge csapatában szerepelt.

### A válogatottban
1980 és 1982 között hat alkalommal szerepelt a jugoszláv válogatottban. Tagja volt 1982-es spanyolországi világbajnokságon részt vevő csapatnak.

## Sikerei, díjai
NK Rijeka
- Jugoszláv kupa
  - győztes: 1979

 Hajduk Split
- Jugoszláv kupa
  - győztes (2): 1984, 1987